# Jorge Martín Montenegro
Jorge Martín Montenegro (Mar del Plata, 7 mei 1983 – 25 november 2023) was een Argentijns-Spaanse wielrenner. Montenegro was een sprinter en reed voor onder meer Andalucía-Cajasur.
Montenegro overleed op 40-jarige leeftijd in november 2023.

## Belangrijkste overwinningen
2005
- Argentijns kampioen op de weg, Beloften

2007
- 5e etappe Ronde van León

2008
- 2e etappe Ronde van León

2011
- 5e etappe Ronde van Extremadura

2012
- 1e etappe Ronde van Alentejo

## Grote rondes
| Jaar | Ronde van Italië | Ronde van Frankrijk | Ronde van Spanje |
| ---- | ---------------- | ------------------- | ---------------- |
| 2009 |                  |                     |                  |
| 2010 |                  |                     | 150e             |

## Ploegen
- 2006-Soctec Construcciones
- 2009-Andalucia-Cajasur Amateur
- 2009-Andalucía-Cajasur (stagiair)
- 2010-Andalucía-Cajasur
- 2011-Azysa-Conor-WRC
- 2012-Louletano-Dunas Douradas
- 2013-Louletano-Dunas Douradas
- 2014-Louletano-Dunas Douradas